# Ben Meijer

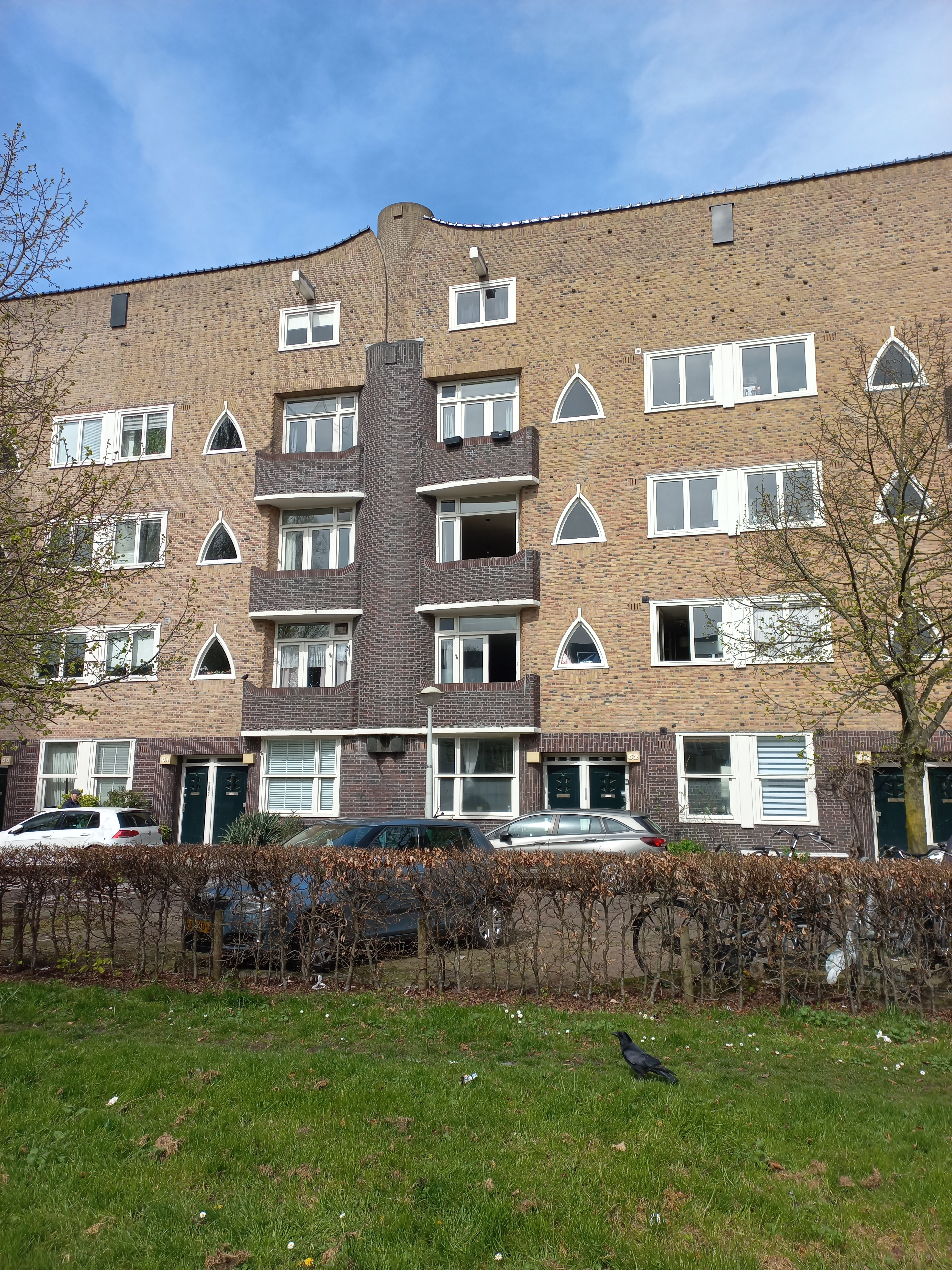
Vrijheidlaan 62-64; Meijer woonde rechts van het donkere gevelelement. (april 2024)

Benjamin (Ben) Meijer (Amsterdam, 29 januari 1897 – Amsterdam, 8 juni 1972) was een Nederlands violist.
Hij was zoon van Michel Meijer en Bertha Gomperts. Volgens zijn archiefkaart bleef hij ongehuwd.
Hij was leerling van onder meer Oskar Back aan het Amsterdams Muzieklyceum. Meijer kwam in 1918 eerste viool spelen bij het Koninklijk Concertgebouworkest. Hij zou er tot 1 september 1962 spelen. Hij maakte ook deel uit van gelieerde kamermuziekensembles (kwartet, kwintet, sextet etc.) van leden van dat orkest onder leiding van Ferdinand Helmann, ook Felix de Nobel maakte er soms deel van uit. Meijer zou tweemaal soloconcerten met het orkest verzorgen, in 1921 en in 1923 onder dirigenten Cornelis Dopper en Peter van Anrooy.
In deze periode zat echter een hiaat gedurende de Tweede Wereldoorlog. Door de Duitse bezetter was het orkest gesommeerd Joodse musici te ontslaan, ze mochten van dat regime geen deel meer uitmaken van het culturele en orkestleven. Vanaf 8 juni 1941 stond hij op straat en vond wellicht onderdak in het Joodsch Symphonie Orkest van Albert van Raalte. Daaropvolgend werden onder Plan-Frederiks “talentvolle” musici verbannen naar Barneveld, alwaar hij bijna een jaar verbleef in het reserveringskamp aan de Stationsweg. Daar was hij enigszins beschermd voor deportatie, maar in april 1944 vond dat dan toch plaats, eerst naar Kamp Westerbork en vervolgens naar concentratiekamp Theresienstadt. Meijer wist dat te overleven, werd samen met violist Sam Swaap via Zwitserland gerepatrieerd en woonde vanaf 1946 aan de Vrijheidslaan; hij was er buurman van collega Léon Rudelsheim. Hij nam weer plaats in genoemd orkest.
In 2020 werd zijn naam opgenomen in het Gedenkteken Joodse Musici in het Concertgebouw; een postuum eerbetoon van het orkest aan de tijdens de arisering ontslagen orkestleden.